# S.S. Lazio Paralimpica
La S.S. Lazio Paralimpica è un'associazione sportiva per atleti disabili fondata il 12 febbraio 1989 dalla Società Sportiva Lazio, all'epoca denominata S.S. Lazio Handicap. Solo dal dicembre del 2007 la sezione ha cambiato la denominazione sociale in S.S. Lazio Paralimpica.